# Santa Margarida da Serra
Santa Margarida da Serra é uma povoação portuguesa do Município de Grândola que foi sede da extinta Freguesia de Santa Margarida da Serra, freguesia que tinha 52,36 km² de área e 177 habitantes (2011), e, por isso, uma densidade populacional de 3,4 hab/km², sendo considerada muito baixa.
A Freguesia de Santa Margarida da Serra foi extinta em 2013, no âmbito de uma reforma administrativa nacional, para, em conjunto com a Freguesia de Grândola, formar a União das freguesias de Grândola e Santa Margarida da Serra com sede em Grândola.
Nas imediações da Estrada Nacional 120, que liga a aldeia de Santa Margarida da Serra a Grândola, está a barragem do Pego da Moura. Localiza-se na Serra de Grândola.

## População
| População da freguesia de Santa Margarida da Serra | População da freguesia de Santa Margarida da Serra | População da freguesia de Santa Margarida da Serra | População da freguesia de Santa Margarida da Serra | População da freguesia de Santa Margarida da Serra | População da freguesia de Santa Margarida da Serra | População da freguesia de Santa Margarida da Serra | População da freguesia de Santa Margarida da Serra | População da freguesia de Santa Margarida da Serra | População da freguesia de Santa Margarida da Serra | População da freguesia de Santa Margarida da Serra | População da freguesia de Santa Margarida da Serra | População da freguesia de Santa Margarida da Serra | População da freguesia de Santa Margarida da Serra | População da freguesia de Santa Margarida da Serra |
| -------------------------------------------------- | -------------------------------------------------- | -------------------------------------------------- | -------------------------------------------------- | -------------------------------------------------- | -------------------------------------------------- | -------------------------------------------------- | -------------------------------------------------- | -------------------------------------------------- | -------------------------------------------------- | -------------------------------------------------- | -------------------------------------------------- | -------------------------------------------------- | -------------------------------------------------- | -------------------------------------------------- |
| 1864                                               | 1878                                               | 1890                                               | 1900                                               | 1911                                               | 1920                                               | 1930                                               | 1940                                               | 1950                                               | 1960                                               | 1970                                               | 1981                                               | 1991                                               | 2001                                               | 2011                                               |
| 539                                                | 588                                                | 609                                                | 704                                                | 715                                                | 763                                                | 958                                                | 1 018                                              | 981                                                | 825                                                | 551                                                | 418                                                | 307                                                | 243                                                | 177                                                |

| Distribuição da População por Grupos Etários | Distribuição da População por Grupos Etários | Distribuição da População por Grupos Etários | Distribuição da População por Grupos Etários | Distribuição da População por Grupos Etários | Distribuição da População por Grupos Etários | Distribuição da População por Grupos Etários | Distribuição da População por Grupos Etários | Distribuição da População por Grupos Etários | Distribuição da População por Grupos Etários |
| -------------------------------------------- | -------------------------------------------- | -------------------------------------------- | -------------------------------------------- | -------------------------------------------- | -------------------------------------------- | -------------------------------------------- | -------------------------------------------- | -------------------------------------------- | -------------------------------------------- |
| Ano                                          | 0-14 Anos                                    | 15-24 Anos                                   | 25-64 Anos                                   | > 65 Anos                                    |                                              | 0-14 Anos                                    | 15-24 Anos                                   | 25-64 Anos                                   | > 65 Anos                                    |
| 2001                                         | 20                                           | 19                                           | 113                                          | 91                                           |                                              | 8,2%                                         | 7,8%                                         | 46,5%                                        | 37,4%                                        |
| 2011                                         | 12                                           | 18                                           | 83                                           | 64                                           |                                              | 6,8%                                         | 10,2%                                        | 46,9%                                        | 36,2%                                        |

Média do País no censo de 2001:  0/14 Anos-16,0%; 15/24 Anos-14,3%; 25/64 Anos-53,4%; 65 e mais Anos-16,4%
Média do País no censo de 2011:   0/14 Anos-14,9%; 15/24 Anos-10,9%; 25/64 Anos-55,2%; 65 e mais Anos-19,0%

## Património
- Igreja de Santa Margarida da Serra, classificada como monumento de interesse público em 5 de agosto de 2019.

## Economia
A topografia, fraca qualidade dos solos e condições climáticas agrestes não permitem uma agricultura de regadio.